# آشلي بوتشر
آشلي بوتشر (بالإنجليزية: Ashley Boettcher)‏ ممثلة أمريكية طفلة ولدت في 3 سبتمبر 2000 في تكساس، الولايات المتحدة الأمريكية بدأت مشوارها الفني وهي بعمر 5 سنوات في عام 2005.

## وصلات خارجية
- آشلي بوتشر على موقع IMDb (الإنجليزية)
- آشلي بوتشر على موقع ميوزك برينز (الإنجليزية)
- آشلي بوتشر على موقع قاعدة بيانات الفيلم (الإنجليزية)
- آشلي بوتشر على موقع ANN person (الإنجليزية)